# Chacodelphys formosa
L'opossum pigmeo del Chaco (Chacodelphys formosa, Shamel, 1930), è un marsupiale della famiglia dei Didelphidae e l'unica specie del genere Chacodelphys, conosciuta per un solo esemplare raccolto nel 1920 nella regione del Chaco nella provincia di Formosa in Argentina.

## Descrizione
C. formosa è la più piccola specie conosciuta della famiglia Didelphidae. Ha una lunghezza di 68 millimetri, una coda di 55 millimetri e le zampe posteriori di 11 millimetri. Si differenzia dagli altri generi affini (Marmosa, Micoureus, Monodelphis, Thylamys, Tlacuatzin, Gracilinanus, Marmosops e Lestodelphys) per il terzo dito delle zampe anteriori molto lungo, la pelliccia non suddivisa distintamente in tre zone cromatiche, il quarto dito delle zampe posteriori anch'esso lungo, e la coda più corta del corpo. Nessun'altra specie dei generi sopra citati presenta questa combinazione di caratteri.

## Tassonomia
C. formosa fu originariamente descritta come Marmosa muscolatura da Shamel nel 1930, ma questo nome era già stato assegnato, così Shamel la rinominò M. formosa. Successivamente, George Tate nel 1933 considerò questa specie un membro del genere Thylamys. In seguito l'opossum pigmeo del Chaco fu nominato in diversi modi o trattato come una specie distinta dei generi Marmosa o Thylamys fino al 1989, quando Gardner e Creighton classificarono il nome C. formosa come sinonimo di Gracilinanus agilis. Poi però la specie fu distinta come G. formosus e, infine, Voss nel 2004 la classificò nel nuovo genere Chacodelphys.